# Роберто Едуардо Виола
Роберто Едуардо Виола (на испански: Roberto Eduardo Viola, 13 октомври 1924 – 30 септември 1994) е аржентински военен и политик, който служи като де факто президент на Аржентина от 29 март до 11 декември 1981 г. Той е вторият от тримата военни президенти, управлявали страната по време на т.нар. Национален процес за реорганизация – военната диктатура, наложена след преврата от 1976 г.

## Биография
Виола е роден в Буенос Айрес и постъпва във Военното училище на Аржентина, където завършва като офицер от армията. Издига се до чин генерал-лейтенант и служи като началник на Генералния щаб на армията.

## Управление
През март 1981 г. наследява генерал Хорхе Рафаел Видела на поста президент след вътрешни договорки в рамките на военната хунта. Виола се опитва да смекчи някои аспекти от режима, включително да възстанови частично гражданските институции и да проведе ограничени политически реформи. Тези мерки обаче срещат съпротива от твърдолинейните кръгове в армията.
На 11 декември 1981 г. е отстранен чрез вътрешен преврат от генерал Леополдо Галтиери, който поема властта малко по-късно. Официално е заменен временно от адмирал Карлос Лакосте.

## По-късен живот и смърт
След връщането на демокрацията през 1983 г., Виола е арестуван и обвинен за нарушения на човешките права, извършени по време на диктатурата. Осъден е, но по-късно е пуснат по здравословни причини. Умира в Буенос Айрес през 1994 г.